# Gunung Balohen
Gunung Balohen is een bestuurslaag in het regentschap Aceh Tengah van de provincie Atjeh, Indonesië. Gunung Balohen telt 714 inwoners (volkstelling 2010).